# Thelycera sommereri
Thelycera sommereri is een vlinder uit de familie spanners (Geometridae). De wetenschappelijke naam van deze soort is voor het eerst geldig gepubliceerd in 1994 door Hausmann.
De soort komt voor in tropisch Afrika.